# Poljani (Kakanj)
Poljani es un pueblo ubicado en la municipalidad de Kakanj, en el cantón de Zenica-Doboj, Bosnia y Herzegovina.

## Superficie
Posee una superficie de 10,42 kilómetros cuadrados.

## Demografía
Hasta 2013 la población era de 63 habitantes, con una densidad de población de 6,0 habitantes por kilómetro cuadrado.